# Kostel svatého Václava (Nahořečice)
Kostel svatého Václava je římskokatolický filiální kostel v Nahořečicích v okrese Karlovy Vary. Stojí na nepoužívaném hřbitově obehnaném zdí uprostřed vesnice. Od roku 1964 je chráněn jako kulturní památka.

## Historie
První písemná zmínka o kostele v Nahořečicích je z roku 1359. Dochovaná podoba pochází z barokní přestavby provedené v období 1681–1698. Během ní byl kostel rozšířen. Přestavbu platil nejprve hrabě František Augustin z Valdštejna a po něm v ní pokračoval hrabě Jan Jiří Clary-Aldringen. Menší opravy probíhaly také v devatenáctém a první polovině dvacátého století. Po druhé světové válce nebyl kostel udržován. Budova velmi zchátrala a vnitřní vybavení bylo z velké části rozkradeno. Celková rekonstrukce proběhla až po roce 2000.

## Stavební podoba
Jednolodní kostel má trojboce zakončený presbytář, k jehož severní straně přiléhá sakristie. Po stranách lodi stojí mělké kaplové výklenky a v západním průčelí hranolová věž. Fasády jsou členěné pouze pilastry. Presbytář je zaklenutý valenou klenbou.

## Vybavení
V kostele bývaly tři oltáře. Hlavní oltář s akantovým rámem zdobily sochy svatého Jana Nepomuckého a svatého Antonína. Doplňovaly ho boční oltáře zasvěcené svaté Barboře a Panně Marii.